# Bob Seger
Robert Clark "Bob" Seger (Lincoln Park, Míchigan, 6 de mayo de 1945) es un cantante, compositor, guitarrista y pianista estadounidense. Actuó y grabó durante los años 60 con los nombres Bob Seger and The Last Heard y Bob Seger System en la región de Detroit. Desde comienzos de los 70 quitó "System" de sus álbumes y continuó esforzándose para lograr un éxito más amplio con varias otras bandas. En 1973 reunió The Silver Bullet Band, un grupo de músicos del área de Detroit, con el que alcanzó el éxito a nivel nacional con el álbum Live Bullet, grabado vivo en 1975 en el Cobo Hall de Detroit, Míchigan. En 1976,  consigue un nuevo éxito nacional con el álbum de estudio Night Moves. En sus álbumes de estudio, también ha trabajado extensamente con Muscle Shoals Rythm Section, banda con la que grabó algunos de los sencillos y álbumes más vendidos de Seger.
Roquero de raíces con una clásica voz raspada, Seger escribió y grabó canciones que tratan del amor, las mujeres y temas sobre la clase trabajadora, y es un exponente del heartland rock (estilo que habla sobre el estilo de vida del trabajador estadounidense). Seger ha grabado muchos éxitos , incluyendo "Night Moves ", "Turn The Page", "Still The Same", " We've Got Tonight", "Against The Wind", "You'll Accomp'ny Me", "Shame On The Moon ", "Like a Rock", y "Shakedown", el cual fue escrito para la película Beverly Hills Cop II. Seger también coescribió el tema número 1 de The Eagles "Heartache Tonight", y su icónico tema "Old Time Rock and Roll" fue nombrado una de las Canciones del Siglo en 2001.
Con una carrera que abarca cinco décadas, Seger continúa actuando y grabando hoy. Fue incluido en el Rock and Roll Hall of Fame en 2004 y en el Songwriters Hall of Fame (compositores) en 2012.  Bob Seger fue nombrado en 2015 Leyenda Viva por Billboard, homenajeado en la 12.ª Billboard Touring Conference & Awards, celebrada los días 18 y 19 de noviembre en el hotel Roosevelt de Nueva York. Ha vendido más de 75 millones de discos en el mundo.

## Años tempranos
Seger nació en Lincoln Park, Míchigan, hijo de Charlotte y Stewart Seger, de Dearborn, Míchigan. Vivió en la zona hasta que a la edad 6 años su familia se trasladó cerca de Ann Arbor, Míchigan. Tuvo un hermano mayor, George.
El padre de Seger, un técnico médico de la Ford Motor Company, tocaba varios instrumentos y Seger estuvo expuesto a la música desde una edad temprana. También presenció frecuentes discusiones entre sus padres, que perturbaban el barrio por la noche. En 1956, cuándo Seger tenía 10 años, su padre abandonó a la familia y se trasladó a California. La familia restante pronto perdió su cómodo estatus de clase mediana y tuvo que luchar financieramente.
Seger asistió a la escuela en el Tappan Junior High School, (Ann Arbor, Míchigan) (ahora Tappan Middle School) y se graduó en el Pioneer High School en 1963 (con el tiempo conocido como Ann Arbor High School). Practicó atletismo en la escuela secundaria. Seger también fue al Lincoln Park High School durante un año.[cita requerida]
En lo que se refiere a sus primeras inspiraciones musicales, Seger ha declaradoː "Little Richard - él fue el primero que realmente me cautivó. Little Richard y, por supuesto, Elvis Presley." Y "Come Go With Me" de The Del-Vikings, un éxito en 1957, fue el primer disco que compró.

## Favorito regional: 1961–1976

### The Decibels & The Town Criers
Bob Seger llegó a la escena musical de Detroit en 1961 al frente de una banda de tres miembros llamada The Decibels. La banda incluía a Seger a la guitarra, piano, teclados, y voces, Pete Stanger a la guitarra, y H.B. Hunter a la batería. Todo de los miembros asistían al instituto de Ann Arbor. The Decibels grabaron una demo en acetato de una canción llamada "The Lonely One", en el estudio de Del Shannon en 1961. "The Lonely One" fue la primera canción original de Seger así como la primera en ser emitida en la radio, aunque se retransmitió solamente una vez en la emisora de radio de Ann Arbor.
Después de que The Decibels se disolvieran, Seger fundó The Town Criers, banda de cuatro miembros con Seger como vocalista principal, John Flis en el bajo, Pep Perrine en la batería y Larry Mason en la guitarra principal. The Town Criers, hicieron versiones de canciones como "Louie Louie", y empezaron a tener una base firme de seguidores. Entretanto, Seger escuchaba a James Brown y dijo que, para él y sus amigos, Live at the Apollo era su disco favorito después de su lanzamiento en 1963. Seger fue también ampliamente influido por la música de The Beatles, una vez que llegaron a las costas de América en 1964. En general, él y algunos amigos músicos locales, como el futuro miembro de The Eagles, Glenn Frey, compraron, dentro de las premisas de la radio pop y rock de los años 60, éxitos dirigidos como ganchos; Seger recordaría más tarde lo que él y Frey, pensaban en ese momentoː "No eres nadie si no se puede conseguir estar en la radio."

### Doug Brown & The Omens
Cuando The Town Criers comenzaron a tener más actuaciones, Bob Seger conoció a un hombre llamado Doug Brown, que tenía una banda llamada The Omens. Seger unió Doug Brown & The Omens, quienes presumiblemente tuvieron más seguidores que The Town Criers. Mientras Doug Brown fue el vocalista principal del grupo - Seger lo sería en algunas canciones - hicieron versiones de números de R&B. Fue con este grupo con el que Seger apareció en el lanzamiento oficial de un disco: el sencillo de 1965 "TGIF", con "First Girl" en la cara B, y con créditos de Doug Brown and The Omens. Seger más tarde apareció en la parodia de Doug Brown and The Omens de la canción de Barry Sadler llamada "Ballad of the Green Berets", que fue re-titulada "Ballad of the Yellow Berets" que parodiaba a los insumisos. Después de su lanzamiento, Sadler y su sello discográfico amenazaron a Brown y su banda con un pleito y el disco fue retirado del mercado.
Mientras Bob Seger era miembro de The Omens,  conoció al que sería su representante durante mucho tiempo, Edward "Punch" Andrews, quien en ese momento se asoció con Dave Leone en la franquicia The Hideout, que consistía en cuatro locales ubicados desde Clawson a Rochester Hills, donde se podían celebrar actuaciones locales, y un sello discográfico a pequeña escala. Seger empezó a escribir y producir para otras actuaciones que "Punch" dirigía, como The Mama Cats and The Mushrooms (Frey). Seger y Doug Brown fueron aprovechados entonces por "Punch" y Leone para escribir una canción para The Underdogs, otra banda local que recientemente había tenido un éxito con una canción llamada "Man in the Glass". Seger contribuyó a una canción llamada "East Side Story", que finalmente resultó ser un fracaso para The Underdogs.

### The Last Heard
Seger decidió grabar "East Side Story" él, y oficialmente dejó The Omens (aunque retuvo a Doug Brown como productor). Como Bob Seger and The Last Heard, Seger lanzó su versión de la canción con Hideout Records en enero de 1966, y llegó a ser su primer éxito en Detroit. El sencillo (con "East Side Sound" en la cara B, una versión instrumental de "East Side Story") vendió 50,000 copias, mayoritariamente en el área de Detroit, y dio lugar a un contrato con Cameo-Parkway Records. Aunque el nombre "The Last Heard" fue originalmente referido a la unión de The Omens y Town Criers para la grabación de "East Side Story" con Seger, pronto llegó a ser el nombre de la banda permanente de este, formada por el antiguo Town Crier, Pep Perrine en la batería, Carl Lagassa en la guitarra, y Dan Honaker en el bajo. Después de "East Side Story", el grupo publicó cuatro sencillos más: el disco para vacaciones navideñas inspirado en James Brown, "Sock it to Me Santa",  "Persecution Smith", "Vagrant Winter", y quizás el más notable, "Heavy Music", publicado en 1967. "Heavy Music", el cual vendió aún más copias que "East Side Story", y que tenía potencial para salir a escala nacional cuando Cameo-Parkway de repente salió del negocio. En realidad, fue un éxito Top 100 en Canadá, donde superó en las listas nacionales RPM el puesto 82; en los EE. UU., perdería el Hot 100, alcanzando un máximo en el "bubbling under" el puesto número 103. La canción permanecería en la actuaciones en vivo de Seger durante muchos años.

### The Bob Seger System
Después de abandonar Cameo-Parkway, Seger y "Punch" empezaron a buscar un nuevo sello. En la primavera de 1968, Bob Seger & The Last Heard firmaron con el importante sello Capitol Records, rechazando a Motown Records, quién ofreció más dinero que Capitol. Seger sentía que Capitol era más apropiado para su estilo que Motown.
Capitol cambió el nombre de la banda al de Bob Seger System. En la transición entre sellos, el guitarrista Carl Lagassa dejó la banda y el teclista Bob Schultz se unió. El primer sencillo de System con Capitol fue el mensaje antibelicista de la canción "2 + 2 = ?", lo que reflejó un marcado cambio en las actitudes políticas de Seger desde "The Ballad of the Yellow Beret". El sencillo fue otra vez un éxito en Detroit y número 1 en las emisoras de radio de Buffalo, Nueva York y Orlando, Florida, pero pasó inadvertido casi en todas partes, y falló en las listas nacionales de los EE. UU.  El sencillo, aun así, llegó a las listas de ventas nacionales canadienses, alcanzando el puesto 79.
El segundo sencillo de The Bob Seger System fue "Ramblin' Gamblin' Man". Fue un éxito importante en Míchigan, y también el primer éxito nacional de Seger, llegando al número 17. El éxito de la canción llevó al lanzamiento de un álbum del mismo título en 1969. El álbum "Ramblin' Gamblin Man" alcanzó el número 62 en la lista Billboard Pop Albums Chart. Glenn Frey (más tarde en The Eagles) tuvo su primera actuación de estudio haciendo voces y tocando la guitarra en "Ramblin' Gamblin' Man".
Seger fue incapaz de dar continuidad a este éxito. Para el álbum siguiente, el compositor/cantante Tom Neme se unió a The System, componiendo y cantando en última instancia la mayoría de los temas destacados, por los que el grupo fue muy criticado. El álbum, Noah, falló en las listas, impulsando a Seger a dejar brevemente la industria de la música y asistir a la universidad. Volvió al año siguiente y terminó el álbum final de System de 1970, Mongrel, esta vez sin Tom Neme. Bob Schultz dejó la banda también, siendo reemplazado por Dan Watson. Mongrel, con el potente sencillo "Lucifer", fue considerado como un álbum fuerte por muchos críticos y fanes de Detroit, pero no pudo hacerlo bien comercialmente.

### Solo
Después de que Mongrel fallara en igualar el éxito de Ramblin' Gamblin' Man, The System se dispersó. Por un periodo corto de tiempo después de la ruptura, Seger tuvo ambiciones de seguir. En 1971, Seger lanzó su primer álbum en solitario, el acústico Brand New Morning . El álbum fue un fracaso comercial y provocó la salida de Seger de Capitol Records.
Seger, habiendo recuperado el ojo para las bandas, empezó a tocar con el dúo Teegarden & Van Winkle, quién en 1970 tuvo un sencillo de éxito con God, Love and Rock & Roll. Juntos grabaron Smokin O.P.'s, publicado con Palladium Récords del propio Punch Andrews. El álbum principalmente constó de versiones, engendrando un éxito menor con una versión de Tim Hardin de "If I Were a Carpenter" (número 76 EE. UU.), a pesar de que contaba con "Someday", un nuevo tema original de Seger, y una reedición de Heavy Music. El álbum alcanzó el 180 en el Billboard 200.
Después de pasar la parte mejor de 1972 de gira con Teegarden & Van Winkle, Seger dejó el grupo para reunir una nueva banda de apoyo, refiriéndose a ella tanto como My Band como The Borneo Band, compuesta de músicos de Tulsa, Oklahoma. Jamie Oldaker, Dick Sims, y Marcy Levy eran todos miembros de My Band antes de unirse a la banda de Eric Clapton. En 1974, Seger sacó Back in '72 , grabado en parte con The Muscle Shoals Rhythm Section, un grupo renombrado de músicos de sesión que había grabado con gente de la talla de J. J. Cale y Aretha Franklin.  Según Seger,  hubo un malentendido financiero con los músicos: se ofrecieron para grabar "por $1500 por cara (del disco)", que él entendió que significaba $1500 por cada lado del álbum.  Cuando descubrió que significaba $1500 por canción,  dejó de grabar después de tres canciones, pero quedó resuelto a trabajar con ellos en el futuro. Back in '72 presentó la versión de estudio del más tarde clásico de las actuaciones en vivo de Seger Turn the Page; Rosalie, una canción que Seger escribió sobre la directora musical de CKLW Rosalie Trombley (y que más tarde fue grabada por Thin Lizzy); y " I've Been Working", una canción originalmente de Van Morrison, una influencia fuerte en el desarrollo musical de Seger.[16]  A pesar de la fuerza de los músicos de Seger, el álbum solo logró llegar al 188 en las listas de EE. UU. y desde entonces languideciendo en la oscuridad. Aun así, Back in '72 y su gira de apoyo marcan los principios de las largas relaciones de Seger con el saxofonista Alto Reed de la futura Silver Bullet Band, y la potente vocalista femenina Shaun Murphy, y con The Muscle Shoals Rhyth Section. Durante la gira, My Band demostraría ser tan poco fiable que Seger quedó frustrado. Hacia el fin de 1973, Seger había dejado My Band en búsqueda de un nuevo grupo de respaldo. Durante 1974-75, Seger continuó actuando en locales alrededor de su ciudad natal mientras era conocido como Bob Seger Group, incluyendo un renombrado concierto en Davisburg, MI lo llamó la "Batalla de las Bandas."

### The Silver Bullet Band
En 1974, Seger formó The Silver Bullet Band. Sus miembros originales fueron a la guitarra Drew Abbott, a la batería y coros Charlie Allen Martin, el teclista Rick Manasa, el bajista Chris Campbell, y el saxofonista Alto Reed (entonces conocido como Tom Cartmell). Con esta banda nueva con la que se presenta ocasionalmente, Seger publicó Seven, el cual contenía el éxito de hard rock del área de Detroit "Get Out of Denver". Esta pista fue un éxito modesto y llegó al número 80 a nivel nacional.
En 1975, Seger regresó a Capitol Records y publicó el álbum Beautiful Loser, con ayuda de The Silver Bullet Band (con el nuevo teclista Robyn Robbins reemplazando a Manasa) en su versión del tema escrito por Tina Turner, "Nutbush City Limits". El sencillo del álbum "Katmandu", que apareció en la película de 1985 "Mask" protagonizada por Cher (además de ser otro éxito sustancial en el área de Detroit) fue el primer tema de éxito nacional de Seger desde "Ramblin' Gamblin' Man". A pesar de que justo perdió el US Pop Top 40 - llegando al número 43 -  la canción recibió una fuerte cobertura radiofónica en cierto número de mercados a nivel nacional, incluyendo Detroit.
En abril de 1976, Seger con The Silver Bullet Band lanzó el álbum Live Bullet, grabado durante dos noches en el Cobo Arena de Detroit en septiembre de 1975. Contenía la interpretación de "Nutbush City Limits", así como la propia visión de Seger de la clásica vida en la carretera, "Turn the Page", de Back in '72. También incluyó sus lanzamientos exitosos de finales de los 60 - "Heavy Music" y "Ramblin 'Gamblin Man'". El crítico Dave Marsh escribió más tarde que " "Live Bullet" es uno de los mejores discos en vivo que se han hecho ... En algunos puntos, en particular durante la mezcla de "Travelin 'Man"/"Beautiful Loser", en la cara uno, Seger suena como un hombre con un disparo en lo último " Al instante fue un éxito de ventas en Detroit, Live Bullet, empezó a obtener la atención en otras partes del país, vendiéndose mejor que los álbumes anteriores de Seger, consiguiendo difusión radiofónica en emisoras de rock progresivo y de radios orientadas a álbumes de rock, y permitiendo a Seger más titulares en más espectáculos. Y aun así, Seger tuvo una popularidad en desequilibrio. En junio de 1976, fue el intérprete destacado en el Pontiac Silverdome a las afueras de Detroit delante de casi 80,000 seguidores. Sin embargo, la noche siguiente, Seger tocó ante menos de mil personas en Chicago.

## Cumbre del éxito: 1976 - 1987

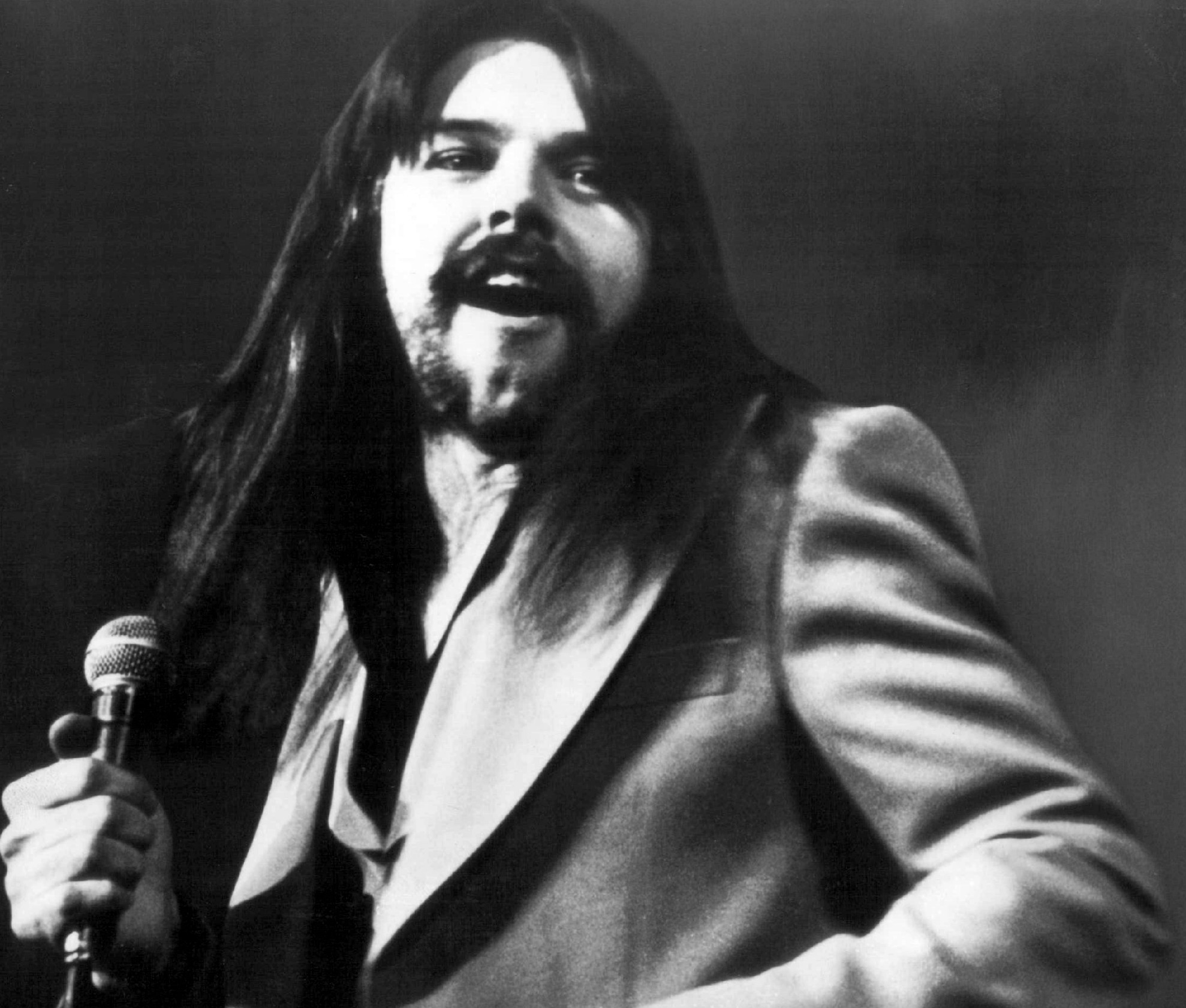
Seger en 1977.

Seger finalmente consiguió su avance comercial con su álbum de octubre de 1976 "Night Moves". El título de la canción "Night Moves" era una altamente sugestiva, nostálgica historia que atraviesa el tiempo, que no fue elogiada solamente por la crítica, y llegó al número 4 en la lista de sencillos Pop de Billboard tanto como a la difusión radiofónica con soporte de álbum heavy y orientada al rock. El álbum también contenía "Mainstreet" ( que trata sobre la calle Ann de Ann Arbor), una balada exitosa que llegó al número 24, que enfatizó las credenciales de Seger en el rock de raíces obreras (heartland rock) así como la inquietante guitarra principal del guitarrista Pete Carr.  El álbum también presentó el himno "Rock and Roll Never Forgets". Night Moves fue el primer álbum de Seger en llegar a los primeros 10 puestos de la lista de álbumes de Billboard, y hasta 2006 estaban certificadas ventas de 6 millones de copias solo en EE. UU., haciéndolo el álbum de estudio de mayores ventas de su carrera entera. Por otra parte, activó la venta por catálogo de Seger, de modo que finalmente Beautiful Loser llegaría a vender 2 millones y Live Bullet continuaría hasta vender unos 5 millones de copias más en los Estados Unidos. De hecho, Live Bullet permaneció en las listas de Billboard durante 168 semanas y sigue siendo uno de los diez álbumes en vivo más vendidos de todos los tiempos.
Al año siguiente, el batería original de The Silver Bullet Band, Charlie Allen Martin fue alcanzado por un coche mientras iba andando por una carretera de servicio, y quedó incapaz de andar. David Teegarden, batería de Seger en el álbum Smokin' O.P.'s  le reemplazó. A pesar de la pérdida, Seger siguió subiendo fuertemente con el álbum de 1978 Stranger in Town. El primer sencillo, "Still the Same", enfatizó el talento de Seger para los números de medio tempo que reveló un sentido de propósito, y logró el número 4 en las listas de sencillos de Pop.
```
"
Hollywood Nights
" fue un éxito roquero de tempo rápido que llegó al número 12, mientras que "
We've Got Tonight
"  era una balada lenta que logró el número 13 en la lista Hot 100. (El último devino un éxito incluso más grande cuándo la super estrella de música country 
Kenny Rogers
 y la cantante de pop 
Sheena Easton
  se unieron para otro enfoque en 1983 que llegó a lo más alto en las listas Billboard de Country y Música Adulta Contemporánea.) 
```

```
"Old Time Rock and Roll"
, una canción de George Jackson y Thomas E. Jones III a la que Seger sustancialmente reescribió las letras,
[
8
]
[
18
]
 no fue inicialmente un gran éxito, pero el tema del álbum recibió una sustancial difusión radiofónica. Además, más tarde llegaría a ser una de las canciones más reconocibles de Seger en parte por el memorable baile en ropa interior de 
Tom Cruise
 en la película de 1983 
Risky Business
.
```

De hecho, ha sido clasificado como el segundo sencillo más tocado en los Jukebox de todos los tiempos, detrás de "Crazy" de Patsy Cline. La icónica grabación de "Old Time Rock and Roll" estuvo nominada a una de las Canciones del Siglo en 2001. (Seger ha remarcado con remordimiento que grabación ha sido "la cosa más estúpida que jamás he hecho" financieramente.)
Seger también coescribió la canción que llegó a número 1 de The Eagles'  "Heartache Tonight" del álbum de 1979 The Long Run; su colaboración fue resultado de los primeros años juntos de Seger y Glenn Frey
En 1980, Seger publicó Against the Wind (con el exmiembro de Grand Funk Railroad Craig Frost remplazando a Robyn Robbins en los teclados) y llegó a ser su primer y único número 1 en la lista Billboard de álbumes. En el primer sencillo "Fire Lake" intervienen los miembros de The Eagles, Don Henley, Timothy B. Schmit, y Glenn Frey en los coros y el guitarrista de Muscle Shoals, Pete Carr, tocando la guitarra de 12 cuerdas acústica. "Fire Lake" logró el número 6 en la lista Hot 100, mientras que la canción titulada "Against the Wind" logró llegar al 5 como sencillo e incluso alcanzó el Top 10 en la lista Billboard de Música de Adultos Contemporánea. "You'll Accomp'ny Me" fue el tercer sencillo de éxito de la grabación, logrando el número 14. Against the Wind también ganaría dos Premios Grammy. En 2006, ambos Stranger in Town y Against the Wind habían vendido más de 5 millones copia cada uno en los Estados Unidos.
El álbum en vivo de 1981 Nine Tonight condensa estos tres álbumes de la cima de la carrera comercial de Seger. La versión de Seger de Tryin' To Live My Life Without You" de Eugene Williams, contenida en Nine Tonight, se convirtió en un Top 5 y el álbum llegaría a vender 4 millones de copias.
Seger publicó el aclamado The Distance en los días finales de 1982. Durante la grabación de este álbum, el guitarrista de Silver Bullet Band, Drew Abbott, dejó la banda debido a su frustración con Seger por el uso frecuente de músicos de sesión en el estudio, y fue reemplazado por Dawayne Bailey. Después del lanzamiento del álbum, David Teegarden también dejó la banda debido a conflictos internos, y fue reemplazado por el exbatería de Grand Funk, Don Brewer. Críticamente elogiado por representar un sonido más versátil que el de su reciente material, The Distance dio lugar a numerosos éxitos comenzando con "Shame on the Moon" de Rodney Crowell. Este fue el éxito más grande de la carrera entera de The Silver Bullet Band, alcanzando el número 1 en las listas de Adult Comtemporary y aguantando en el número 2 durante cuatro semanas consecutivas, detrás de "Baby Come to Me" de Patti Austin y James Ingram y "Billie Jean" de Michael Jackson en la lista Hot 100. También estuvo por encima del número 15 en la lista Billboard de sencillos Country. El siguiente sencillo, "Even Now", casi alcanza el Top 10 y "Roll Me Away" llegó al número 27. La pista del álbum Making Thunderbirds", fue un vídeo de música muy popular filmado en Detroit y bien recibido en la MTV. Las venta multiplatino de Seger cayeron al llegar a este punto, con The Distance llegando al número 5 y vendiendo solo 1.9 millones de copias en los Estados Unidos. (Este álbum fue publicado con retraso en cinta magnética de 8 pistas; Capitol según se dice no tenía planes para hacerlo, pero Seger, adivinando que una buena parte de sus seguidores todavía tenían reproductores de 8 pistas en sus vehículos, prevaleció sobre el sello para lanzar el álbum en aquel formato interrumpido también.)
En 1984, Seger escribió y grabó la poderosa balada de rock "Understanding" para la banda sonora de la película Teachers. La canción fue otro Top 20 para Seger a finales de 1984. En 1986,  escribió y grabó "Living Inside My Heart" para la banda sonora de película de About Last Night...
Seger ya no era tan prolífico y transcurrieron varios años antes de su siguiente álbum de estudio, Like a Rock, aparecido en la primavera de 1986. El ritmo rápido del sencillo "American Storm" fue otro Top 20 con la ayuda de un vídeo musical popular, en que aparece la actriz Lesley Ann Warren, y "Like a Rock" siguió subiendo, logrando el número 12 el la lista Billboard Hot 100. Más tarde, llegaría a ser familiar para muchos americanos a través de su asociación con una campaña publicitaria de Chevrolet (algo que Seger explícitamente escogió hacer para apoyar a los trabajadores en apuros del sector del automóvil americano en Detroit). La gira de American Storm de 1986 - 1987 de Seger fue, según declaró el mismo, la última gran gira, tocando en 105 espectáculos en 9 meses y vendiendo casi 1'5 millones de entradas. Live Rock alcanzó el número 3 y finalmente vendió 3 millones de copias a pesar de que nunca ha sido certificado como platino.
Al año siguiente el tema de Seger  "Shakedown", una canción poco característica, de la banda sonora de la película de 1987 Beverly Hills Cop II, llegó a ser su primer y único número 1 en las listas de sencillos pop. La canción originalmente había sido prometida para el amigo de Detroit de Seger, Glenn Frey, pero cuándo este perdió su voz justo antes de la sesión de grabación, Frey llamó a Seger para que ocupara su sitio. Seger cambió los versos de la canción pero mantuvo el coro igual. La canción le hizo ganar una nominación al Premio de la Academia como coescritor en la categoría de Mejor Canción Original Mejor el año siguiente.

## Últimos años: 1988 –presente
La siguiente grabación de Bob Seger fue en 1991,  "The Fire Inside", al mismo tiempo en que el glam metal, el grunge y el rock alternativo tomaban la vanguardia. Su música nueva encontró poca visibilidad en la radio o en cualquier lugar. También es cierto que el álbum de 1995 "It's a Mystery" fue disco de oro (500,000 copias vendidas). Aun así, en 1994, Seger publicó Greatest Hits; el álbum de recopilación fue su más grande récord en términos de ventas, vendiendo casi 10 millones de copias en los Estados Unidos hasta 2010. Seger volvió en la carretera otra vez para una gira en 1996, que fue un éxito y vendió la cuarta cifra de ventas de entradas de cualquier gira en USA de aquel año.. (Seger fue conocido por sus conciertos en locales pequeños, como atestigua su aparición en la 18.ª Amendment en Omaha, Nebraska.)
Seger se tomó unos diez años sabáticos del negocio de la música para pasar tiempo con su mujer y sus dos hijos pequeños. En 2001 y 2002, Seger ganó el prestigioso Port Huron to Mackinac Boat Race a bordo de Lightning, su velero de 52-pies (16 m). Posteriormente vendió el barco. Fue incluido en el Rock and Roll Hall of Fame el 15 de marzo de 2004. El amigo de Detroit Kid Rock hizo el discurso de introducción y el gobernador de Míchigan Jennifer Granholm proclamó esa fecha Día de Bob Seger en su honor. En 2005, Seger apareció cantando con 3 Doors Down en la canción "Landing in London" de su álbum Seventeen Days .
El primer álbum nuevo en once años de Seger, titulado "Face the Promise", fue publicado en 2006. En sus primeros 45 días,  vendió más de 400,000 copias. El álbum vendió más de 1.2 millones de copias, regresando Seger al disco de platino y permaneciendo en la lista de Billboard durante algunos meses. La gira de apoyo levantó un enorme entusiasmo, con muchas actuaciones con las entradas agotadas en pocos minutos. Como muestra de que la leyenda de Seger en Míchigan no había disminuido todas las entradas disponibles, 10.834, para su primer espectáculo en el "Van Andel Arena" de Grands Rapids se vendieron en menos de cinco minutos; tres espectáculos adicionales fueron posteriormente añadidos, cada uno de los cuales también agotó sus entradas.
En 2009, Seger lanzó un álbum de recopilación titulado Early Seger Vol. 1, el cual contenía material de archivo entre 1970 y 1980, incluyendo algunos cortes enteros o parciales vueltos a grabar de su álbum Smokin' O.P.'s and Seven y algunas canciones nunca publicadas hasta entonces. El álbum estuvo inicialmente solo disponible para compra en tiendas Meijer y más tarde para descarga en Bobseger.com. Seger contribuyó con las voces y el piano en el álbum de 2010 de Kid Rock "Born Free". Montó una exitosa gira durante 2011, con otros dos álbumes en CDs de recopilación,Ultimate HitsːRock and Roll Never Forgets, seleccionados para publicarse. El 28 de mayo de 2011, el gobernador de Míchigan Rick Snyder proclamó la fecha día de Bob Seger por sus más de 50 años compartiendo sus talentos con seguidores en todo el mundo.
El 30 de diciembre de 2011, ante un lleno total en el Mandalay Bay Resort Arena en Las Vegas, Seger cerró otra exitosa gira aunque es probable que no sea la última. El 30 de octubre de 2011, dijo al director de AnnArbor.com, Bob Needham, que regresaba al estudio para completar otro nuevo álbum para el lanzamiento en el otoño de 2012, seguido de otra gira de apoyo.
El 14 de junio de 2012, Seger fue incluido en el Salón de la Fama de compositores de canciones. El 10 de enero de 2013, Seger anunció otra gira por USA y Canadá.
Interpretó un dúo en la canción Who'll Stop the Rain con John Fogerty en su álbum Wrote a Song for Everyone, publicado en 2013.
El último álbum de estudio de Seger, Ride Out, fue publicado el 14 de octubre de 2014.

## Vida personal
El primer matrimonio de Seger en 1968 duró "un día menos que un año." Tuvo una relación larga con Jan Dinsdale desde 1972 hasta 1983. En 1987, se casó con la actriz Annette Sinclair y se divorciaron un año después. Se casó con Juanita Dorricott en 1993, en un pequeño lugar privado en The Village Club, en Bloomfield Hills; tienen dos niños. Seger vive principalmente en su casa de Orchard Lake Village, Míchigan, un suburbio de Detroit. Es dueño de un condominio en Naples, Florida. 

## Premios y distinciones
Premios Óscar
| Año  | Categoría              | Canción     | Película                       | Resultado |
| ---- | ---------------------- | ----------- | ------------------------------ | --------- |
| 1988 | Mejor canción original | «Shakedown» | Superdetective en Hollywood II | Nominado  |